# Pistols Pack
Pistols Pack è un box set del gruppo punk rock britannico Sex Pistols pubblicato nel 1981 nel Regno Unito dalla Virgin Records.

## Descrizione
Il cofanetto comprende sei dischi in vinile a 45 giri con singoli. Venne prodotto in edizione limitata di 40.000 esemplari. Contiene il brano Black Leather, registrato da Paul Cook e Steve Jones e scartata dalla colonna sonora del film sui Sex Pistols, La grande truffa del rock'n'roll, del 1979. La traccia venne in seguito reinterpretata dalle Runaways e dai Guns N' Roses.

## Tracce
1. God Save the Queen – 3:20
2. Pretty Vacant – 3:10
3. Holidays in the Sun – 3:20
4. My Way – 3:03
5. Somethin' Else – 2:10
6. Silly Thing – 3:20
7. C'mon Everybody – 2:10
8. The Great Rock 'n' Roll Swindle – 4:30
9. (I'm Not Your) Stepping Stone – 3:05
10. Anarchy in the U.K. – 3:30
11. Black Leather – 3:30
12. Here We Go Again – 3:57